# آژانس خبری باختر
آژانس اطلاعاتی باختر (به انگلیسی: Bakhtar News Agency - BNA) تنها خبرگزاری رسمی دولتی افغانستان است که در سال ۱۹۳۹ میلادی توسط اداره مطبوعات دولت افغانستان تأسیس شد. این آژانس با مرکزیت در کابل، تحت نظارت وزارت اطلاعات و فرهنگ افغانستان فعالیت می‌کند و به عنوان منبع اصلی اخبار برای رسانه‌های داخلی و بین‌المللی شناخته می‌شود.

## ویژگی‌ها و زبان‌های نشر
آژانس اطلاعاتی باختر اخبار را به زبان‌های دری، پشتو، انگلیسی، عربی، روسی، اردو، اوزبیکی و چینی منتشر می‌کند. بخش انگلیسی این آژانس در سال ۱۹۹۲ برای اطلاع‌رسانی به دیپلمات‌های خارجی راه‌اندازی شد.

## نقش و فعالیت‌های خبری
آژانس باختر اخبار داخلی و بین‌المللی را پوشش می‌دهد و در حوزه‌هایی مانند سیاست، اقتصاد، امنیت، جامعه، فرهنگ، صحت، ورزش و تکنالوژی فعالیت دارد. این آژانس به عنوان منبع رسمی اخبار دولت افغانستان، به ویژه پس از تغییرات سیاسی در سال ۲۰۲۱، نقش مهمی در اطلاع‌رسانی رسمی ایفا می‌کند.

## دسترسی به اخبار
برای مشاهده اخبار و گزارش‌های تصویری، کاربران می‌توانند به وب‌سایت رسمی آژانس باختر به نشانی bakhtarnews.af مراجعه کنند. همچنین این آژانس در شبکه‌های اجتماعی مانند X (توییتر) و یوتیوب فعال است.